# Neoplamius zoltani
Neoplamius zoltani là một loài bọ cánh cứng trong họ Tenebrionidae. Loài này được Kimio Masumoto miêu tả khoa học năm 1981.